# 岸風三楼
岸 風三楼（きし ふうさんろう、1910年7月9日 - 1982年7月2日）は、岡山県出身の俳人。御津郡馬屋下村松尾（現岡山市北区松尾）生まれ。本名・二三男。

## 人物
旧制関西中学校を経て関西大学法学部を卒業、1929年大阪逓信省に入省。俳句は中学4年時より始め『山陽新報』（現・山陽新聞）に投句。1929年より「ホトトギス」に投句。皆吉爽雨、山口誓子の指導を受ける。1933年、職場句会を通じて「若葉」を知り入会、富安風生に師事する。1934年、「京大俳句」に入会。京大俳句事件にて追及を受けた。この際、逓信省の高級官吏であった風生の擁護で難を免れたとも言われる。1944年、「若葉」編集長。風生の「若葉」運営に献身。1953年、「春嶺（しゅんれい）」を創刊・主宰。1971年、俳人協会の設立に際し、設立代表として文部省と折衝。また俳句文学館建設にも尽力した。
風生の中道俳句の道に沿いつつ、「俳句は履歴書」を信条に庶民的な句を詠んだ。句集に『往来』（1949年）『往来以後』（1982年）、代表句に「手をあげて足をはこべば阿波踊」がある。1982年、71歳で死去。
門下に菖蒲あや、岡本眸などがいる。

## 関連文献
- 宮下翠舟『昭和俳句文学アルバム 岸風三楼の世界』 梅里書房、1993年
- 『蝸牛俳句文庫 岸風三楼』 蝸牛新社、2000年